# Márcio Giovanini
Márcio Fabiano Giovanini (sinh ngày 17 tháng 10 năm 1978) là một cựu cầu thủ bóng đá người Brasil gốc Ý. Ông từng thi đấu cho Navibank Sài Gòn F.C. tại V-League 1.